# Liste der Ehrenbürger von Marburg
Die Stadt Marburg hat seit 1834 76 Personen das Ehrenbürgerrecht verliehen. Einmal wurde dabei das Ehrenbürgerrecht wieder aberkannt.
Hinweis: Die Auflistung erfolgt chronologisch nach Datum der Zuerkennung.

## Die Ehrenbürger der Stadt Marburg

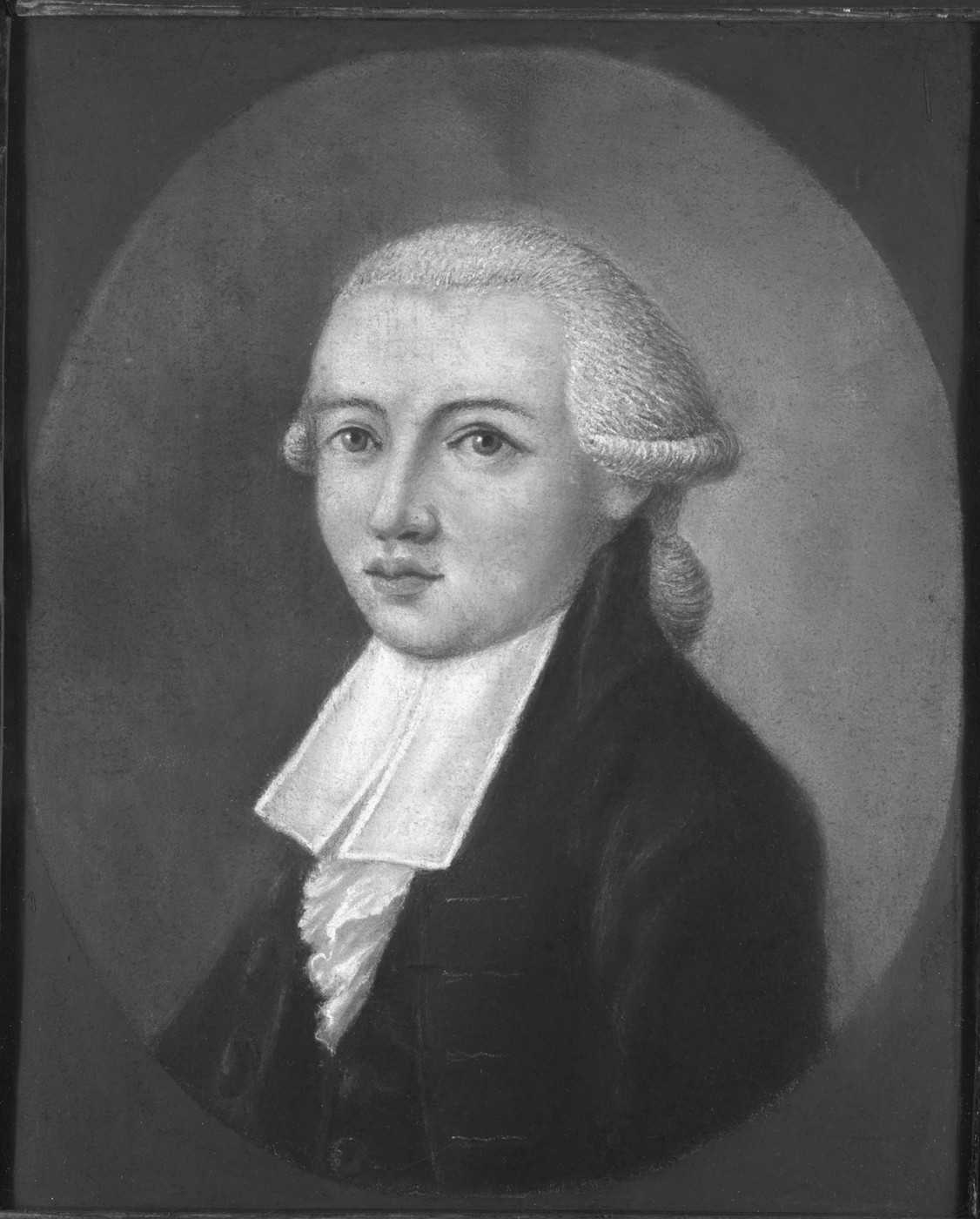
Karl Wilhelm Justi (geb. 1767)

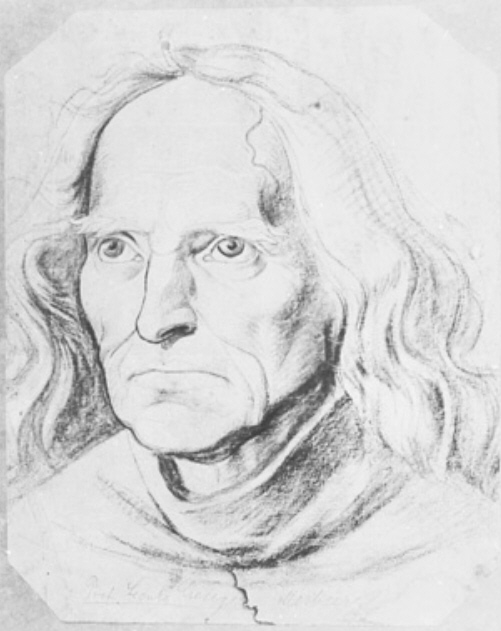
Andreas Leonhard Creuzer

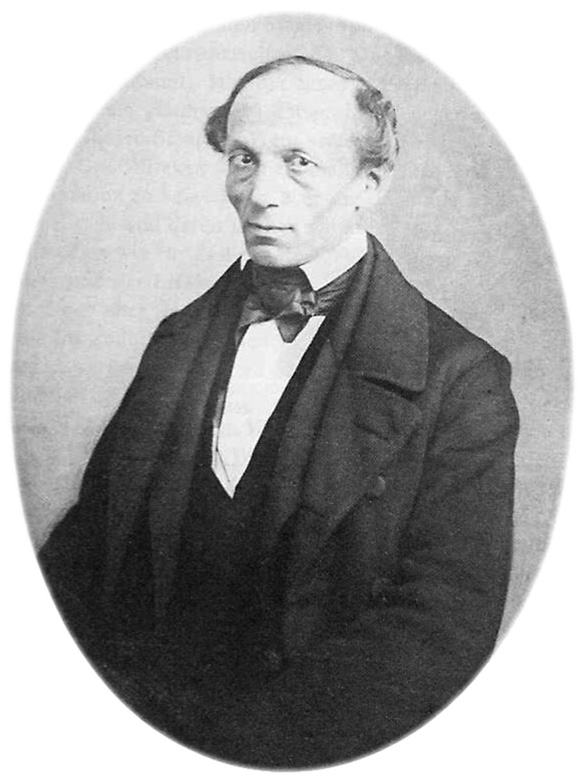
Eduard Zeller

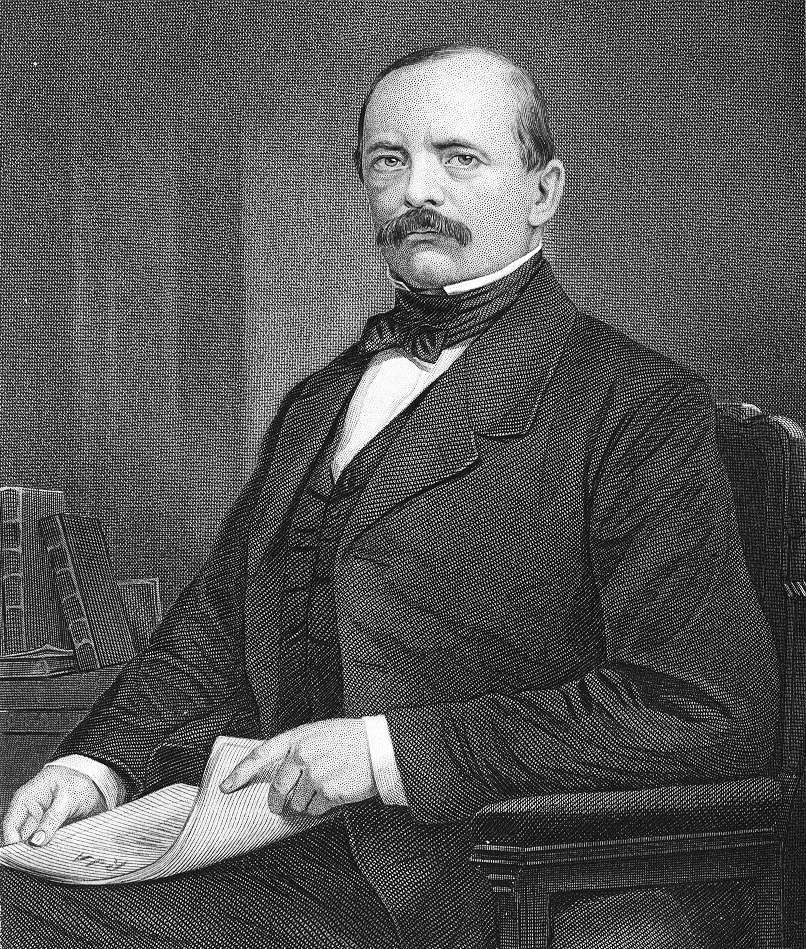
Otto von Bismarck

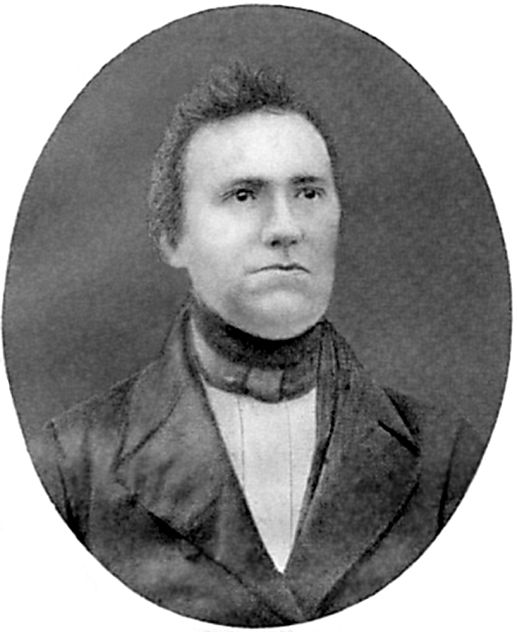
Karl Friedrich Hermann

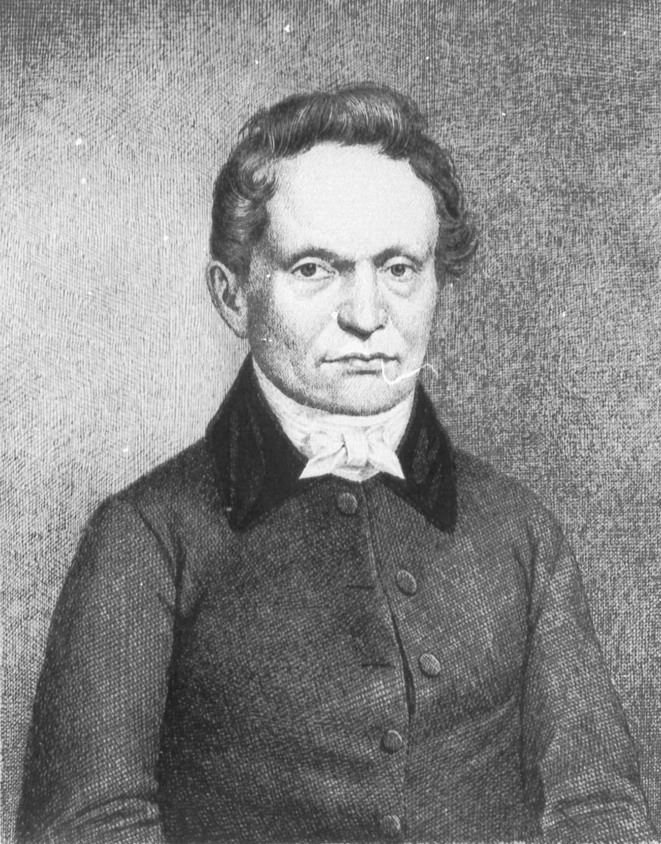
Hermann Hupfeld

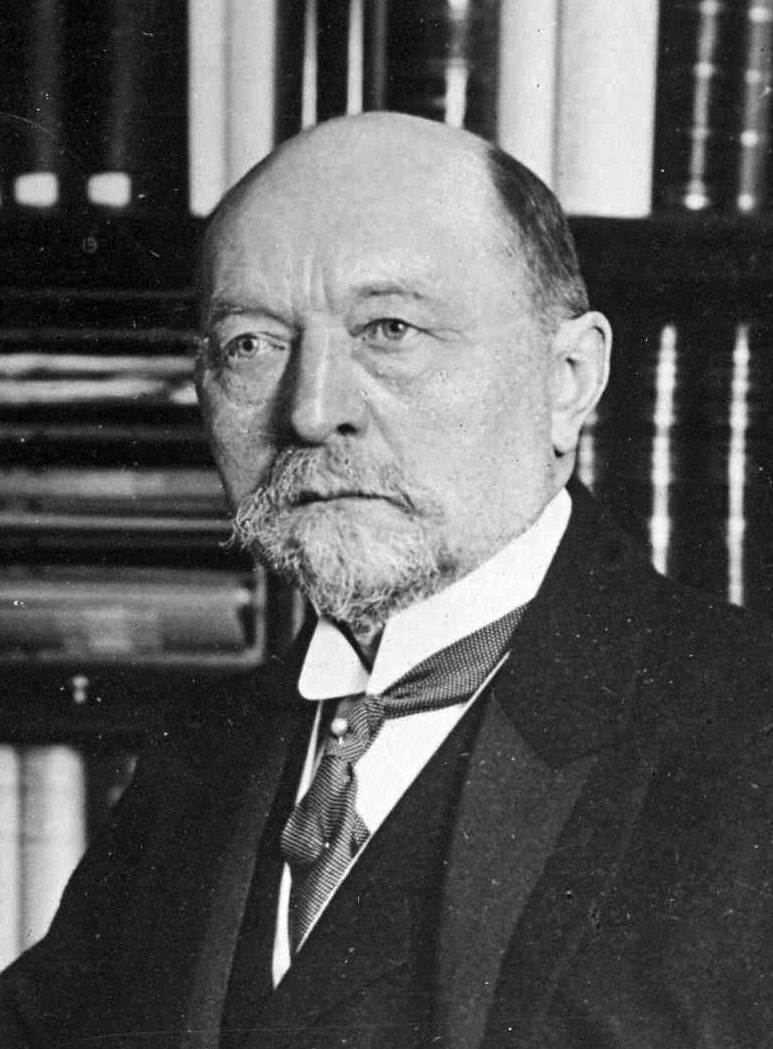
Emil von Behring

1. Karl Emil Heinrich Freiherr von Dörnberg
Regierungsdirektor
9. Dezember 1834
Wegen der als Mitglied der Regierung betätigten Sorgfalt für das Wohl der Stadt
2. Ernst Friedrich Möller (* 3. Oktober 1781 in Kassel; † 6. August 1850 in Kassel);
Regierungsrat, vorher Distriktsgerichtsassesor. Mitglied der kurhessischen Ständeversammlung 1836–1838.
9. Dezember 1834
Wegen der als Mitglied der Regierung betätigten Sorgfalt für das Wohl der Stadt
3. Karl Ludwig Hast
Regierungsrat
9. Dezember 1834
Wegen der als Mitglied der Regierung betätigten Sorgfalt für das Wohl der Stadt
4. Siegmund Wilhelm Ungewitter
Regierungsrat, Polizeidirektor
9. Dezember 1834
Wegen der als Mitglied der Regierung betätigten Sorgfalt für das Wohl der Stadt
5. Wilhelm August S. von Meyerfeld (* 24. Oktober 1759 in Altenhaßlau; † 1. Januar 1838 in Marburg)
Obergerichtspräsident
9. Dezember 1834
Wegen Verdienste um das öffentliche Wohl
6. Ludwig Adolph Heyn
Geh. Justizrat
9. Dezember 1834
Wegen Verdienste um das öffentliche Wohl
7. Friedrich Rehm (* 27. November 1792 in Immichenhain; † 5. November 1847 in Kassel)
Prorektor
9. Dezember 1834
Wegen Verdienste um das Wohl der Universität
8. Albrecht Jakob Arnoldi (1. Oktober 1750 in Herborn; † 4. September 1835 in Marburg)
Primarius
9. Dezember 1834
Wegen Verdienste um das Wohl der Universität
9. Karl Wilhelm Justi (14. Januar 1767 in Marburg; † 7. August 1846 ebenda)
Superintendent, Konsistorialrat
9. Dezember 1834
Wegen Verdienst um das Wohl der Universität
10. Mauritz Johann Heinrich Beckhaus (* 3. April 1768 in Marburg; † 22. Februar 1845)
Konsistorialrat
9. Dezember 1834
Wegen Verdienste um das Wohl der Kirche
11. Andreas Leonhard Creuzer (* 20. November 1768 in Marburg; † 1844 in Marburg)
Pfarrer, Konsistorialrat (Vetter von Friedrich Creuzer)
9. Dezember 1834
Wegen Verdienste um das Wohl der Kirche
12. Ferdinand Wurzer (* 2. Juni 1765 in Brühl; † 30. Juli 1844 in Marburg)
Chemiker, Mediziner
9. Dezember 1834
Wegen Verdienst um das Wohl der Universität
13. Karl Franz Christian Wagner (18. November 1760 in Helmstedt; † 8. Juni 1847 in Marburg)
Hochschullehrer
9. Dezember 1834
Wegen Verdienst um das Wohl der Universität
14. Eduard Platner (30. August 1786 in Leipzig; † 5. Juni 1860 in Marburg)
Hochschullehrer
9. Dezember 1834
Wegen Verdienst um das Wohl der Universität
15. Hermann Ernst Endemann (* 12. August 1796 in Hersfeld; † 17. Januar 1846 in Marburg)
Rechtswissenschaftler
9. Dezember 1834
Wegen Verdienst um das Wohl der Universität und in der Ständeversammlung betätigte Teilnahme am Wohle hiesiger Stadt
16. Wilhelm Metz
Obergerichtsanwalt
9. Dezember 1834
Wegen der, der Bürgergarde, geleisteten Dienste
17. Christian Rommel
Obergerichtsrat
15. Dezember 1834
Wegen Beförderung des allgemeinen Wohles und der Justiz
18. Christian Heinrich Bünger
Anatom, Chirurg
15. Dezember 1834
Wegen besonderer Verdienste um das allgemeine Wohl
19. Christoph Ullmann (* 11. Mai 1773 in Kassel; † 18. Januar 1849 in Marburg)
Anatom, Chirurg
15. Dezember 1834
Wegen besonderer Verdienste um das allgemeine Wohl
20. Karl Friedrich Huchinger
Hochschullehrer
15. Dezember 1834
Wegen Verdienst um das Wohl der Universität
21. David Theodor August Suabedissen
Hofrat
15. Dezember 1834
Wegen Verdienst um das Wohl der Universität
22. Karl Friedrich Hermann (* 4. August 1804 in Frankfurt am Main; † 31. Dezember 1855 in Göttingen)
Hochschullehrer
15. Dezember 1834
Wegen Verdienst um das Wohl der Universität
23. Christian Ludwig Gerling (* 10. Juli 1788 in Hamburg; † 15. Januar 1864 in Marburg)
Hochschullehrer
15. Dezember 1834
Wegen Verdienst um das Wohl der Universität
24. Philipp Möller
Lizentinspektor
15. Dezember 1834
Wegen langjähriger treuer Dienste zum allgemeinen Besten
25. Friedrich Christoph Giller
Obergerichtssekretär
15. Dezember 1834
Wegen langjähriger treuer Dienste zum allgemeinen Besten
26. Karl Wilkens
Landrichter
15. Dezember 1834
Als Vorstand des hiesigen Landgerichts und Beförderer des allgemeinen Wohles
27. August Friedrich Christian Vilmar (* 21. November 1800 in Solz bei Bebra; † 30. Juli 1868 in Marburg)
Gymnasialdirektor
Verleihung am 15. Dezember 1834
Verdienste um Verbesserung des hiesigen Gymnasiums
28. Hermann Hupfeld (* 31. März 1796 in Marburg; † 24. April 1866 in Halle/Saale)
Hochschullehrer
Verleihung am 15. Dezember 1834
Wegen Verdienst um das Wohl der Universität
29. Nikolaus Beck
Kantor
Verleihung am 15. Dezember 1834
Wegen langjähriger treuer Dienste zum allgemeinen Besten
30. Nikolaus Heinrich Metz (* 23. Juni 1762 in Hundshausen; † 22. April 1839 in Marburg)
Obergerichtsrat
Verleihung am 15. Dezember 1834
Für die der Stadt als ehemaliger Bürgermeister geleisteten Dienste.
31. Karl Wilhelm Justi
Kreisphysikus, Doktor
Verleihung am 15. Dezember 1834
Wegen besonderer Verdienste um das allgemeine Wohl
32. Karl Christoph Hüter (* 6. März 1803 in Melsungen; † 18. August 1857 in Marburg)
Mediziner und Hochschullehrer
Verleihung am 15. Dezember 1834
Wegen besonderer Verdienste um das allgemeine Wohl
33. Eduard Sigismund Löbel
Hochschullehrer
Verleihung am 15. Dezember 1834
Wegen Verdienst um das Wohl der Universität
34. Wilhelm Uhener
Pfarrer
Verleihung am 15. Dezember 1834
Verdienste um die Kirche, Schule und Armenpflege
35. Ludwig Julius Karl Schmitt
Pfarrer
Verleihung am 15. Dezember 1834
Verdienste um die Kirche, Schule und Armenpflege
36. Joseph Klöffler
Pfarrer
Verleihung am 15. Dezember 1834
Verdienste um die Kirche, Schule und Armenpflege
37. Heinrich Bezzenberger
Regierungssekretär
Verleihung am 15. Dezember 1834
Wegen der als Mitglied der Armenkommission ums Wohl der Stadt erworbene Verdienste
38. Johannes Friedrich Sangmeister
Obervogt
Verleihung am 15. Dezember 1834
Wegen der als Mitglied der Armenkommission ums Wohl der Stadt erworbene Verdienste
39. August Matthäi
Ingenieur
Verleihung am 15. Dezember 1834
Wegen langjähriger treuer Dienste zum allgemeinen Besten
40. Johannes Peter Müller
Hochschullehrer
Verleihung am 15. Dezember 1834
Verdienste um die Kirche, Schule und Armenpflege
41. Justin von Vulte
Oberforstmeister
Verleihung am 15. Dezember 1834
Verdienste um die Kultur der Stadtverwaltung
42. Theodor Bergmann
Oberförster
Verleihung am 15. Dezember 1834
Verdienste um die Kultur der Stadtverwaltung
43. Friedrich Merkel (* 8. August 1897 in Kassel; † 16. Juni 1882 in Treysa)
Förster
Verleihung am 15. Dezember 1834
Verdienste um die Kultur der Stadtverwaltung
44. Philipp Friedrich Heinrich von Würthen
Oberrentmeister
Verleihung am 15. Dezember 1834
Förderung allgemeinen Wohls
45. Joh. Peter Christian Barchhausen
Rentmeister
Verleihung am 15. Dezember 1834
Förderung allgemeinen Wohls
46. Theodor Valentin Volkmar (* 23. November 1781 in Frankenberg; † 8. Februar 1847 in Marburg)
Oberbürgermeister
Verleihung am 24. Dezember 1834
Verdienste um das Wohl der Stadt als Bürgermeister
47. Wilhelm von Schenk
Verleihung am 12. Oktober 1836
Wegen allgemeinem Zutrauens Achtung als Kommandeur der Bürgergarde
48. Adolph Cnyrim (* 18. August 1800 in Kassel; † 7. März 1876 in Frankfurt am Main)
Obergerichtsrat
Verleihung am 9. November 1840
Wegen besonderen Diensteifers und Intelligenz als Ausschuß-Vorsteher
49. Johann Friedrich Hessel (* 27. April 1796 in Nürnberg; † 3. Juni 1872 in Marburg)
Verleihung am 9. November 1840
Wegen besonderen Diensteifers und Intelligenz als Mitglied des Stadtrates
50. Heinrich Henkel (9. Januar 1802 in Schmalkalden; † 26. Juni 1873 in Kassel)
OGerAnwalt
Verleihung am 18. Mai 1848
Wegen seiner langjährigen redlichen, tüchtigen und wirksamen Tätigkeit für das Wohl des Vaterlandes
51. Karl Reinhard Müller (* 17. April 1774 in Steinau bei Hanau; † 12. März 1861 in Marburg)
Philosoph, Mathematiker
Verleihung am 16. April 1859
Wegen erworbener schätzbarer Verdienste um die gesamte Wissenschaft und als ehemaliger Lehrer am Pädagogium hierselbst zum Wohle der Stadt
52. Jakob Beckmann
Postmeister
Verleihung am 6. Juli 1860
Wegen erworbener Verdienste in Ausübung der Berufspflicht im Postdienste während seiner 50-jährigen Dienstzeit zum Wohle des Publikums und der Stadt.
53. Eduard Gottlob Zeller (* 22. Januar 1814 in Kleinbottwar; † 19. März 1908 in Stuttgart)
Theologe und Philosoph
Verleihung am 26. September 1862
54. Peter Kutsch
Konrektor
Verleihung am 24. Dezember 1862
Verdienste um das Gemeinwohl als Lehrer der Jugend
55. Wilhelm Mangold (* 20. November 1825 in Kassel; † 1. März 1890 in Bonn)
Theologe
Verleihung am 28. Dezember 1872
Wegen seiner Verdienste erworben durch langjährige Wirksamkeit als Vorsteher des Gesellenfortbildungsvereins und Vorsitzen der des Privat-Armenvereins.
56. Werner von Spiegel zum Desenberg (* 30. Januar 1802 in Kassel; † 10. April 1877 in Halberstadt)
Domherr zu Halberstadt, Freiherr
Verleihung am 29. Januar 1873
Wegen seiner Verdienste um das Wohl der Stadt, als Gründer der Spiegelslust und seine noch weitere Fürsorge für den Ort
57. Georg August Rudolph (* 25. September 1816 in Kassel; † 13. Dezember 1893 in Marburg)
Oberbürgermeister
Verleihung am 9. April 1884
Verdienste um das Wohl der Stadt Marburg als Oberbürgermeister. Nach ihm ist der zentrale Verkehrsknotenpunkt "Rudolphsplatz" benannt.
58. Otto von Bismarck (* 1. April 1815 in Schönhausen (Elbe), Brandenburg; † 30. Juli 1898 in Friedrichsruh, Schleswig-Holstein)
Reichskanzler
Zuerkennung am 21. Februar 1895, Verleihung zum 1. April 1895
Verliehen anlässlich seines 80. Geburtstages
59. Otto von Heusinger (* 1830; † 1901)
Geh. SanRat, Kgl. Kreisphysikus
Verleihung am 5. Oktober 1900
Wegen seiner Verdienste um das Wohl der Stadt Marburg, insbesondere des Schul- und Gesundheitswesens.
60. Friedrich Siebert (* 5. Juli 1831 in Treysa; † 11. Mai 1918 in Marburg)
Vize-Bürgermeister der Stadt
Verleihung am 5. Juli 1901
In Anerkennung seiner Verdienste um das Aufblühen der Stadt sowie seine rege Tätigkeit auf fast allen Gebieten der kommunalen Verwaltung.
61. Ludwig Schüler (* 6. Januar 1836 in Kassel; † 31. März 1930 in Marburg)
Oberbürgermeister
Verleihung am 6. Januar 1911
In Anerkennung seiner langjährigen, aufopferungsvollen, allzeit arbeitsfreudigen Tätigkeit als Oberbürgermeister der Stadt. Nach ihm ist außerdem der Schüler-Park an der Straße Am Krummbogen benannt.
62. Emil von Behring (* 15. März 1854 in Hansdorf, Westpreußen; † 31. März 1917 in Marburg)
Mediziner, Nobelpreisträger
Verleihung am 15. März 1914
Anlass/Grund
63. Ernst von Hülsen (* 28. November 1875 in Bischofswerder; † 1. November 1950 in Marburg an der Lahn)
Kurator der Philipps-Universität
Verleihung am 5. Juli 1927
In dankbarer Anerkennung seiner rastlosen unermüdlichen Arbeit für das Aufblühen unserer Universität, insbesondere dem Aufbau der Kliniken und Institute, und den hierdurch eingetretenen wesentlichen Förderung des kulturellen und wirtschaftlichen Lebens der Stadt anlässlich der 400-Jahr-Feier der Universität.
64. Wilhelm Busch (* 18. Februar 1861; † 23. September 1929)
Geh. Regierungsrat, zur Zeit der Ernennung Rektor der Philipps-Universität
Verleihung am 5. Juli 1927
Zur Bekräftigung der seit Jahrhunderten bestehenden innigen Verbundenheit zwischen Stadt und Universität anlässlich der 400-Jahr-Feier der Universität
65. Adolf Haeuser (* 26. November 1857 in Weilburg; † 13. März 1938 in Frankfurt am Main)
Geh. Reg.Rat
Verleihung am 26. November 1927
In dankbarer Anerkennung seiner aufopfernden Bemühungen als Leiter des Marburger Universitätsbundes, seine Anhänglichkeit zur Alma mater Philippina und seiner hochherzigen Spende, die seine Liebe zur Stadt Marburg zum Ausdruck brachte und es der Stadt ermöglichte, ein Hallenschwimmbad ("Luisa-Bad") zu bauen und damit für die Gesundung des Deutschen Volkes einen wesentlichen Baustein beizutragen.
66. Carl Bantzer (* 6. August 1857 in Ziegenhain; † 19. Dezember 1941 in Marburg)
Geheimrat
Verleihung am 6. August 1932
In dankbarer Anerkennung seines künstlerischen Wirkens für seine hessische Heimat und seiner treuen Sorge für die Erhaltung der romantischen Schönheiten der Stadt Marburg.
67. Paul von Hindenburg (* 2. Oktober 1847 in Posen; † 2. August 1934 auf Gut Neudeck, Westpreußen)
Generalfeldmarschall der deutschen Armee, Reichspräsident
Verleihung am 3. April 1933
Verleihung nach Beschluss durch die NSDAP und DNVP.
  - Adolf Hitler (* 20. April 1889 in Braunau am Inn; † 30. April 1945 in Berlin)
„Führer“ und Reichskanzler
Verleihung am 3. April 1933
Verleihung nach Beschluss durch die NSDAP und DNVP.
Aberkennung bereits 1946 auf Anordnung der amerikanischen Militärbehörde[1].
68. Georg Gaßmann (* 28. Mai 1910 in Marburg; † 5. August 1987 in Marburg)
Oberbürgermeister von Marburg von 1951 bis 1970
Verleihung am 10. September 1971
Anlass/Grund
69. Gerhard Jahn (* 10. September 1927 in Kassel; † 20. Oktober 1998 in Marburg)
deutscher Politiker
Verleihung am 10. September 1977
Mit der Verleihung zeichnete die Stadt Marburg sein Engagement für die Stadt sowohl als Kommunal- als auch als Bundespolitiker aus.
70. Hanno Drechsler (* 24. März 1931 in Schönheide; † 4. Januar 2003 in Marburg)
Oberbürgermeister
Verleihung am 16. Dezember 1992
Drechsler war von 1970 bis 1992 Oberbürgermeister von Marburg. Anlässlich seiner Verabschiedung in den Ruhestand wurde er für seine Verdienste um die Stadt zum Ehrenbürger ernannt. Insbesondere gilt er als Entscheidungsträger der "Sanierung der Altstadt".
71. Dietrich Möller (* 3. November 1937 in Dortmund; † 28. Dezember 2024 in Oberweimar)
Oberbürgermeister
Verleihung am 24. Juni 2005
Möller war von 1993 bis 2005 Oberbürgermeister von Marburg. Anlässlich seiner Verabschiedung in den Ruhestand wurde er für seine Verdienste um die Stadt zum Ehrenbürger ernannt.
72. Reinfried Pohl (* 26. April 1928 in Cvikov (Zwickau); † 12. Juni 2014 in Marburg)
Finanzkaufmann
Verleihung am 14. Juli 2006
Mäzen der Universität sowie Förderer der Städtepartnerschaft mit dem rumänischen Sibiu (Hermannstadt).
73. Hans Gerhard Schwick (* 5. April 1928 in Marburg; † 10. Mai 2015 in Berlin)
ehemaliger Vorstandsvorsitzender der Behringwerke, bevor sie in Sparten-Firmen zerschlagen wurden.
Verleihung am 5. April 2008[2]
74. Schwester Edith Ludwig (* 1936 in Langenhahn)
Leiterin des Gertrudisheims
Verleihung am 19. März 2010
Schwester Edith hat sich „(…)durch ihr außergewöhnliches soziales und christliches Engagement in besonderer Weise verdient gemacht (…)“.[3] Sie ist die erste Frau, der die Ehrenbürgerwürde der Stadt Marburg zuteilwurde.
75. Amnon Orbach (* 23. Januar 1930 in Jerusalem; † 18. August 2024 in Marburg)
Vorsitzender der Jüdischen Gemeinde Marburg
Verleihung am 25. März 2014 (Beschluss der Stadtverordnetenversammlung)[4]
76. Egon Vaupel (* 15. November 1950 in Schlierbach bei Bad Endbach)
Oberbürgermeister
Verleihung am 30. November 2015[5]
Vaupel war ab 1997 Bürgermeister und anschließend von 2005 bis 2015 Oberbürgermeister von Marburg. Anlässlich seiner Verabschiedung in den Ruhestand wurde er für seine Verdienste um die Stadt zum Ehrenbürger ernannt.